# Paper Mario: Il portale millenario
Paper Mario: Il portale millenario, pubblicato come Paper Mario RPG (ペーパーマリオRPG?, Pēpā Mario Ārupījī) in Giappone, è un videogioco di ruolo sviluppato da Intelligent Systems e pubblicato da Nintendo per il GameCube. Il portale millenario è il quarto gioco della serie RPG di Mario e il secondo nella serie Paper Mario.
Il portale millenario riprende molti elementi di gioco dal suo predecessore, il gioco per Nintendo 64 Paper Mario. Questi elementi comprendono un sistema di battaglie a turni con un'enfasi sull'azione come un universo tutto fatto di carta. Per la maggior parte del gioco il giocatore controlla Mario, sebbene Bowser e la Principessa Peach sono giocabili in certi punti della storia. La trama vede Mario che cerca di ottenere le sette Gemme Stella e salvare Peach dagli Incrociati, una specie aliena introdotta in Il portale millenario.
Il gioco è stato ben ricevuto dai critici, con un punteggio medio dell'88% da Game Rankings. In generale, i critici hanno apprezzato la trama e il gameplay del gioco, ma lo hanno criticato per non avere avuto grandi miglioramenti rispetto al suo predecessore. Il portale millenario ha vinto il premio "Gioco di Ruolo dell'anno" all'Interactive Achievement Awards del 2005.

## Modalità di gioco
Il portale millenario ha alcuni elementi unici derivanti dal suo stile. La grafica consiste in un mix di ambientazioni tridimensionali e personaggi bidimensionali che sembrano fatti di carta. In diversi punti del gioco, Mario è "maledetto" con abilità che gli permettono di eseguire mosse speciali sul terreno di gioco, tutte basate sul tema della carta. Mario può piegarsi e diventare una barchetta o un aeroplanino di carta stando su speciali pannelli di attivazione, può arrotolarsi o diventare sottile come un foglio di carta. L'ambientazione del gioco riprende questo tema; per esempio, oggetti illusori che nascondono oggetti preziosi o pulsanti possono essere fatti volare via con colpo di vento a causa delle qualità simili alla carta dell'ambientazione. In certe parti del gioco, il giocatore controlla Bowser in livelli a scorrimento orizzontale basati su Super Mario Bros.. In più, il giocatore controlla Peach nella Fortezza degli Incrociati alla fine della maggior parte dei capitoli.
Le battaglie in Il portale millenario riprendono elementi di Paper Mario e di Super Mario RPG: Legend of the Seven Stars. Il sistema a turni, nel quale il giocatore seleziona un attacco, una difesa o degli oggetti dal menù, è aumentato dal premere un pulsante al tempo giusto, che si trasforma in un aumento dell'attacco o della difesa quando lo si esegue correttamente. Un sistema simile è stato usato anche in Mario & Luigi: Superstar Saga. Ne Il portale millenario, ognuno dei partner di Mario ha dei propri Punti Vita (PV) e può ricevere qualsiasi attacco ricevibile anche da Mario. Quando i PV di un partner raggiungono lo zero, il partner non può essere più usato nella battaglia in corso e in quelle successive fino a quando non viene curato. Se i PV di Mario arrivano a zero, in ogni caso, il gioco finisce. I Punti Fiore (PF) - che sono richiesti per eseguire mosse speciali - sono condivisi tra Mario e i suoi partner. Lo sconfiggere i nemici fa guadagnare a Mario diversi Punti Stella; per ogni 100 Punti Stella, Mario salirà di livello, scegliendo fra tre possibili aumenti dei tetti massimi di PV, PF e PT (Punti Tessere - necessari per usare le tessere e avere particolari bonus). La battaglia si svolge su un palco di fronte ad un pubblico: se il giocatore combatte bene, il pubblico può aiutare Mario riempiendo la sua Energia Stella, lanciando oggetti utili sul palco, o infliggendo danni sul nemico. Inoltre, il pubblico può tirare oggetti che arrecano danni a Mario o abbandonare lo spettacolo se il giocatore non combatte bene.
Fuori dalla battaglia, il gioco contiene alcune forti tradizioni dei videogiochi di ruolo. Per esempio, la forza di Mario dipende da campi statistici multipli e da oggetti che aumentano lo status e che possono essere usati nelle battaglie o fuori da esse. Gli effetti di questi oggetti variano dal curare Mario o un suo partner al danneggiare un nemico. Mario può anche comprare tessere da personaggi non giocanti o ottenerle occasionalmente da nemici sconfitti; quando sono equipaggiate, queste tessere possono aumentare permanentemente una particolare abilità o aspetto. Nel gioco, Mario è sempre assistito da un partner. Ogni partner ha un'abilità specifica, alcune delle quali sono richieste per risolvere puzzle per avanzare nel gioco. Si aggregano sempre più partner mentre il giocatore avanza nel gioco.

## Ambientazione
Il portale millenario è ambientato in una versione di carta del Regno dei Funghi, sebbene la maggior parte dei luoghi non compaiano nei precedenti giochi di Mario. Molti luoghi consistono in una zona a tema; Oolong, per esempio, è una città sospesa nell'aria che si sviluppa attorno ad un'arena di wrestling. I nemici e gli abitanti delle città nel gioco variano da personaggi ricorrenti nella saga di Mario, come i Boo, a personaggi esclusivi di questo gioco, come gli Incrociati. La storia viene presentata come un romanzo, ed è divisa in otto capitoli.

## Personaggi
Il portale millenario contiene molti personaggi, la maggior parte dei quali non sono giocanti. Il procedere nel gioco a volte dipende dall'interazione con questi personaggi non giocanti, sebbene molti sono usati nelle varie missioni secondarie del gioco. In particolare, il professor Goombestein, che sa molto dei misteri di Fannullopoli, deve essere visitato ogni volta che Mario trova una Gemma Stella. Il gioco continua la tradizione di Paper Mario, nel quale Mario può essere accompagnato da un personaggio partner alla volta. In tutto, ci sono sette partner: Goombella la goomba, Koopaldo il koopa, Madame Spirù, Yoshi (il giocatore può dargli il nome che vuole), Ombretta, Cannonio il Bob-omba e Squitty, che è un partner segreto sbloccabile. Tutti questi possono aiutare Mario nella lotta contro la società extraterrestre segreta nota come Incrociati con a capo il principale antagonista del gioco, Giustignardo, ed il suo maldestro sottoposto Fustighino.
Mario è il personaggio principale di Il portale millenario, sebbene il gioco spesso si sposta sulla Principessa Peach nella fortezza degli Incrociati. La maggior parte del tempo è occupata dall'interazione col computer TEC, che ha avuto un corto circuito e si è innamorato di Peach. Il principale antagonista della serie di Mario, Bowser, cerca di ottenere le Gemme Stella prima di Mario invece di affrontarlo direttamente. Il ruolo di Luigi nel gioco consiste nel raccontare la sua avventura, la quale lo ha portato ad usare personaggi secondari come partner.

## Storia
Il gioco si apre con un'introduzione su una città di mare che è stata distrutta da un cataclisma e poi sprofondata nelle profondità della terra. Una città di nome Fannullopoli fu successivamente costruita nello stesso posto, con le ricchezze del regno perduto che si narrano celarsi dietro il portale millenario, situato nelle rovine della vecchia città. Mario viene coinvolto quando la Principessa Peach lo informa di una mappa del tesoro comprata a Fannullopoli, ma entra in un'avventura ancora più grande quando scopre che Peach è scomparsa. Con l'aiuto di Goombella e del professor Goombestein, Mario viene a sapere che la mappa può potenzialmente rivelare il luogo delle leggendarie sette Gemme Stella. Pensando che anche Peach stia cercando le Gemme Stella, Mario usa la mappa per cercare di localizzarla.
In verità, Peach è stata rapita dagli Incrociati, una specie aliena guidata da Giustignardo. Mentre è tenuta prigioniera, Peach usa delle e-mail attraverso il computer TEC per informare Mario e aiutarlo a ottenere tutte le sette Gemme Stella e localizzare il tesoro. Alla fine tuttavia, il "tesoro leggendario" si rivela essere la Regina delle Tenebre, un demone responsabile dell'antico cataclisma. Gli Incrociati hanno catturato Peach per farla possedere dalla Regina delle Tenebre ed avere il suo pieno potere. Questo succede, ma l'arcano potere delle Gemme Stella viene usato per separare Peach dalla Regina. Il gioco finisce quando Mario sconfigge la Regina delle Tenebre e successivamente ritorna a casa sua.

## Sviluppo
Nintendo ha mostrato per la prima volta Il portale millenario al Game Developers Conference del 2003; prima di essere pubblicato, il gioco era conosciuto come Mario Story 2 in Giappone, e lo si presentava come un sequel diretto del gioco per Nintendo 64, Paper Mario. Una demo del gioco era disponibile all'E3 del 2004 con degli stage giocabili come il castello di Crimilde e le parti di Bowser. Il gioco è uscito l'11 ottobre del 2004 in America settentrionale. Il portale millenario ha affrontato una controversia nel 2008 quando Morgan Creek fece un'azione legale contro Nintendo accusandola di avere usato illegalmente la canzone "You're So Cool" del film Una vita al massimo in una pubblicità del gioco. Morgan Creek ha abbandonato la causa sei giorni dopo, dopo che la Nintendo ha rivelato che l'agente pubblicitario, Leo Burnett, aveva la licenza per la canzone.
Un sequel al gioco, Super Paper Mario, è stato sviluppato da Intelligent Systems e pubblicato per Wii nel 2007. Il gioco poneva maggiore enfasi sulla parte platform rispetto al suo predecessore. La trama di Super Paper Mario non è collegata alla storia di Il portale millenario, ma contiene molti easter egg che si riferiscono ai personaggi dei due giochi precedenti.

## Recensioni
| Pubblicazione             | Voto                |
| ------------------------- | ------------------- |
| GameSpot                  | 9.2 su 10           |
| Electronic Gaming Monthly | 9 di 10             |
| IGN                       | 9.1 di 10           |
| Eurogamer                 | 9 su 10             |
| Nintendo Power            | 4.6 di 5            |
| Game Rankings             | 88%                 |
| Metacritic                | 87% (55 recensioni) |

Paper Mario: Il portale millenario è stato generalmente ben accettato dalla critica. I critici hanno apprezzato in particolare la trama del gioco, e Greg Kasavin di GameSpot ha detto che "ogni capitolo dà il brivido della scoperta". In modo simile, Eurogamer ha apprezzato la storia particolare comparandola ai tradizionali giochi di ruolo, affermando che anche i personaggi erano stati ben accolti, con i recensionisti che hanno fatto i complimenti per l'uso dei personaggi non giocanti e dei testi. Malgrado ciò, alcuni recensionisti si sono lamentati per una trama troppo lenta nelle prime parti del gioco. Eurogamer ha anche definito l'alto livello dei testi come "l'unico grande ostacolo" del gioco.
Una delle caratteristiche principali di Il portale millenario, l'uso di un universo di carta, è stato apprezzato dai recensionisti. Riferendosi al tema della carta, 1UP ha detto che "È un approccio coeso e intelligente che cambia lo stile visivo del gioco in qualcosa di più di un look." Malgrado ciò, Peer Schneider di IGN ha criticato l'universo di carta per non sembrare di essere fatto davvero di carta, specialmente con le capacità grafiche del GameCube. I critici si sono espressi molto anche sul sistema di battaglia del gioco, che si discosta dai videogiochi di ruolo tradizionali. GameSpy ha apprezzato l'uso dei "comandi azione" nel gioco, dicendo che "questi elementi sono stati pensati per essere divertenti e coinvolgenti, e ci sono riusciti meravigliosamente". I recensionisti hanno anche apprezzato il concetto di avere un pubblico che premia o che punisce Mario durante le battaglie.
La visuale del gioco ha ricevuto diverse risposte dai critici. GameSpot ha apprezzato la presentazione del gioco, scrivendo che "esibisce un livello di arte visiva e abilità tecnica raggiunta o superata da pochi altri giochi per GameCube". Di contro, altre recensioni si sono lamentate del fatto che la grafica del gioco non si discostasse molto dal predecessore, Paper Mario. Per l'audio, IGN ha dichiarato che " la musica del gioco in molte parti è stata fatta molto bene", ma la musica ripetitiva nelle battaglie è "una delle più grandi pecche" del gioco. Il gioco ha vinto il premio per Gioco di Ruolo dell'anno all'Interactive Achievement Awards del 2005. Il gioco si è classificato 56º nella classifica dei "100 migliori giochi Nintendo" sul Nintendo la Rivista Ufficiale.
Nella prima settimana in Giappone, Il portale millenario è stato il gioco più venduto, con circa 159.000 copie vendute. Ha venduto 409.000 unità in Giappone, e 1,23 milioni di copie in Nord America. Il gioco è stato allora incluso nella linea delle Player's Choice. Complessivamente ha venduto 1,91 milioni di copie

## Remake
Il 14 settembre 2023, durante il Nintendo Direct, è stato annunciato un remake in alta definizione del gioco, che è stato distribuito per Nintendo Switch il 23 maggio 2024. Il remake ha ottenuto giudizi molto positivi da parte della critica, che ne ha lodato l'aggiornamento tecnico e le aggiunte di modernizzazione dell'esperienza di gioco, mentre è stata soggetta a critiche minori la performance tecnica, limitata a 30fps contro i 60fps dell'originale.  IGN Italia ha dato un voto di 8.5/10 al gioco